# Turmhügel Marklkofen
Der Turmhügel Marklkofen ist eine abgegangene mittelalterliche Turmhügelburg (Motte) in Marklkofen, einer niederbayerischen Gemeinde im Landkreis Dingolfing-Landau. Er liegt nahe der Vils und 140 m westlich von der Pfarrkirche Mariä Himmelfahrt und 120 m nördlich des Burgstalls Marklkofen II.
Er wird als Bodendenkmal unter der Aktennummer D-2-7441-0090 im Bayernatlas als „weitgehend verebneter Turmhügel des Mittelalters“ geführt. 

## Beschreibung
Von dieser verebneten Turmhügelburg war bereits im Urkataster von Bayern nichts mehr zu erkennen. Heute ist das ehemalige Burgareal vollständig eine Wiese.